# Marshall Grant
Marshall Grant (* 5. Mai 1928; † 7. August 2011 in Jonesboro, Arkansas) war Bassist in der Begleitband des Country-Musikers Johnny Cash, den Tennessee Three.

## Biografie
Grant wuchs mit elf Geschwistern in Bessemer City in North Carolina auf. 1946 heiratete er Etta May Dickerson; das Paar bekam einen Sohn. 1947 übersiedelte die Familie nach Memphis, Tennessee, wo Grant zunächst als Automechaniker arbeitete.
Grant spielte in seiner Freizeit Gitarre, und zusammen mit Luther Perkins nannten sie sich die „Tennessee Two“. Über Roy Cash, der ebenso wie Perkins als Autoverkäufer arbeitete, lernten sie dessen jüngeren Bruder Johnny Cash kennen. 1955 erhielten Perkins und Grant zusammen mit Johnny Cash einen Plattenvertrag beim Label Sun Records; Grant hatte zwischenzeitlich von der Gitarre zum Bass gewechselt.
Auch als Komponist betätigte sich Grant erfolgreich. Er schrieb für Cash und dessen Frau June Carter Cash das Duett Long Legged Guitar Pickin' Man. Marshall Grant verließ 1980 die 1960 um den Schlagzeuger W. S. Holland angewachsene und in „Tennessee Three“ umbenannte Band, bei der der 1968 verstorbene Gitarrist Perkins durch Bob Wootton ersetzt worden war. 1999 stand er ein letztes Mal zusammen mit Cash und Holland auf der Bühne; Cash starb 2003.
Grant war von den 1980er Jahren bis zu ihrem Rückzug aus dem Musikgeschäft im Jahr 2002 Manager der Statler Brothers, die in den 1960er- und 1970er-Jahren der Johnny Cash Show angehörten. 2005 erschien seine Autobiografie I Was There When It Happened – My Life With Johnny Cash.
Marshall Grant lebte mit seiner Frau in Hernando, Mississippi. Kurz vor seinem Tod reiste er nach Arkansas, um Proben des Johnny Cash Music Fest beizuwohnen, bevor er ins Krankenhaus in Jonesboro eingeliefert wurde, wo Grant am 7. August 2011 im Alter von 83 Jahren an einem Aneurysma starb.